# ایوافونه، توچیگی
ایوافونه، توچیگی (به لاتین: Iwafune, Tochigi) یک منطقهٔ مسکونی در ژاپن است که در استان توچیگی واقع شده‌است. ایوافونه ۱۸٬۱۵۲ نفر جمعیت دارد.